# 5 (album de Soft Machine)
Fifth, lansat în SUA și în alte țări sub numele de 5, este un album de studio din 1972 al trupei din Canterbury, Soft Machine. Cele două ediții ale albumului au coperte diferite dar același conținut. 

## Tracklist
1. "All White" (Mike Ratledge) (6:06)
2. "Drop" (Ratledge) (7:42)
3. "M. C." (Hugh Hopper) (4:57)
4. "As If" (Ratledge) (8:02)
5. "L B O" (John Marshall) (1:54)
6. "Pigling Bland" (Ratledge) (4:24)
7. "Bone" (Elton Dean) (3:29)

## Componență
- Elton Dean - saxofon alto, saxello, pian electric (Fender Rhodes - 2)
- Hugh Hopper - chitară bas
- Mike Ratledge - orgă (Lowrey), pian electric (Fender Rhodes)
- Phil Howard - baterie (1-3)
- John Marshall - baterie (4-6)

cu
- Roy Babbington - dublu bas (4)